# 에이미 구메닉

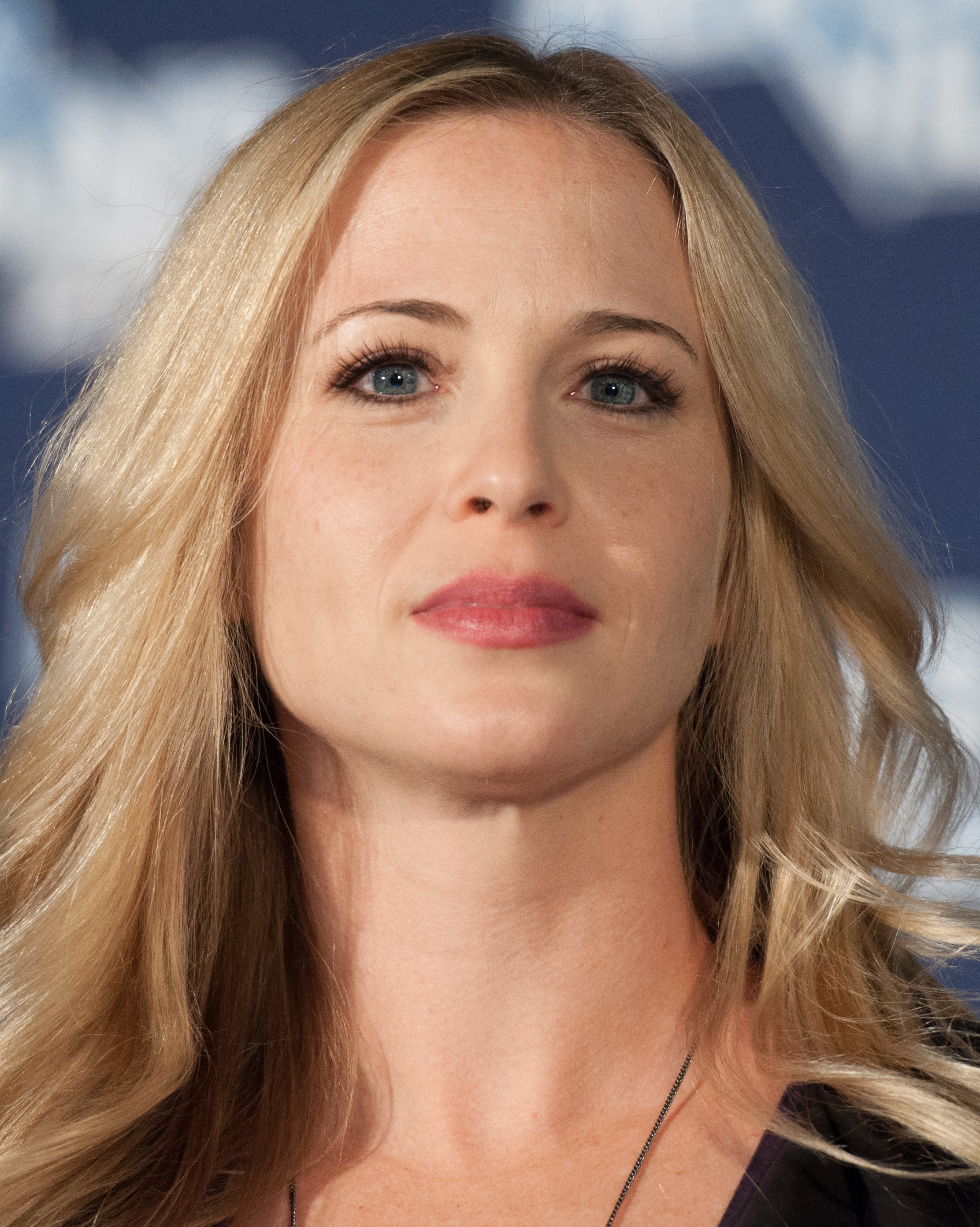

에이미 구메닉(Amy Gumenick, 1986년 5월 17일 ~ )은 미국의 배우, 텔레비전 배우, 영화배우이다.
후딕스발에서 태어났다.

## 영화
- 버드 박스 (2018년) - 사만다 역
- 더 바인딩 (2015년)
- 아메리카 101 (2013년)
- 나탈리 홀로웨이 (2009년)
- 그릭 1 (2007년)